# Melanagromyza blanda
Melanagromyza blanda är en tvåvingeart som beskrevs av Spencer 1977. Melanagromyza blanda ingår i släktet Melanagromyza och familjen minerarflugor. Inga underarter finns listade i Catalogue of Life.